# Sathupalli
Sathupalli är en ort i Indien.   Den ligger i distriktet Khammam och delstaten Telangana, i den centrala delen av landet, 1 300 km söder om huvudstaden New Delhi. Sathupalli ligger 172 meter över havet och antalet invånare är 40 000.
Terrängen runt Sathupalli är platt. Runt Sathupalli är det ganska tätbefolkat, med 222 invånare per kvadratkilometer. Det finns inga andra samhällen i närheten. Omgivningarna runt Sathupalli är en mosaik av jordbruksmark och naturlig växtlighet.